# Ruolo (diritto)
Il ruolo è un elenco nominativo di soggetti debitori che viene compilato dagli enti impositori. I ruoli contengono le generalità e il codice fiscale del debitore e la somma dovuta.

## Italia
I ruoli sono utilizzati per riscuotere diversi crediti dello Stato (per il quale l'attività è oggi demandata all'Agenzia delle entrate-Riscossione), degli enti previdenziali, degli enti locali e di altri enti pubblici. Essi non sono utilizzati solo per crediti tributari, ma anche per altri crediti (contributi previdenziali, sanzioni pecuniarie, spese giudiziarie, sanzioni amministrative, contributi di consorzi di bonifica, spese di mantenimento in carcere, ecc.)

### L'iscrizione a ruolo
L'ente creditore forma un elenco dei soggetti debitori contenente le generalità degli stessi, la somma dovuta e il titolo in base al quale è dovuta. Tale elenco (il ruolo) dopo l'apposizione del visto da parte del dirigente dell'ente, è consegnato (anche in via telematica) all'agente della riscossione competente per territorio.
Si noti che il ruolo consegnato agli agenti della riscossione costituisce titolo esecutivo per procedere alla riscossione degli importi indicati.

### La cartella di pagamento: notifica
L'agente della riscossione provvede a formare, sulla base dei ruoli ricevuti, la cartella di pagamento. Si tratta di un atto, predisposto su un modello predefinito, che contiene per ciascun debitore l'indicazione delle somme che deve versare. Possono anche essere inseriti nella stessa cartella somme relative a diversi enti creditori.
La cartella deve essere notificata al debitore a mezzo degli ufficiali giudiziari, degli ufficiali della riscossione, dei messi comunali o tramite servizio postale. Si osservano in ogni caso le disposizioni dell'art. 60 DPR 600/1973 e del codice di procedura civile, se ed in quanto richiamate da questa norma.
Oltre alla somma dovuta all'ente creditore, la cartella ricomprende gli interessi decorrenti dalla data di formazione del ruolo e l'aggio, che costituisce il rimborso forfettario delle spese per l'attività dell'agente della riscossione.
La cartella svolge una doppia funzione:
- intimazione di pagamento: contiene infatti l'ordine di pagare all'agente le somme indicate entro 60 giorni dalla notifica della stessa;
- avviso di mora: contiene infatti l'indicazione che in mancanza del pagamento, l'agente della riscossione può provvedere all'esecuzione forzata sui beni del debitore senza ulteriori avvisi.

### Il pagamento
Il pagamento può essere eseguito presso gli uffici dell'agente della riscossione o anche presso banche o poste convenzionate con lo stesso. Possono essere eseguiti pagamenti parziali: in tal caso, l'agente deve imputarli prima al capitale e poi agli interessi. È consentito, in caso di obiettive difficoltà economiche, proporre istanza di rateazione all'agente della riscossione: il debito può essere frazionato in un massimo di 72 rate mensili con applicazione degli interessi legali, oppure può essere sospeso per un anno e, successivamente, la ripartizione del pagamento può avvenire fino ad un massimo di 48 rate mensili.
L'agente della riscossione riversa poi all'ente creditore le somme riscosse.
Nel caso il debitore ritenga di non dover pagare la cartella, egli ha tre strade per evitare l'esecuzione forzata:
1. Può proporre istanza all'ente creditore (non all'agente della riscossione) che in qualunque momento può disporre la sospensione del procedimento di riscossione, se ne ravvisa necessità (ex art. 39 DPR 602/1973). L'ente creditore può anche, qualora ritenga fondate le ragioni del debitore disporre l'annullamento (parziale o totale) in autotutela dell'atto che ha originato il debito: il provvedimento determina l'annullamento o la riduzione dell'iscrizione a ruolo. In ogni caso la sola proposizione dell'istanza non produce alcun effetto fino al pronunciamento dell'ufficio (che in teoria non è obbligatorio e potrebbe arrivare anche dopo l'inizio dell'esecuzione)
2. Può proporre ricorso contro la cartella alla commissione tributaria competente secondo il domicilio dell'agente della riscossione. In tal caso, il ricorso dovrà essere accompagnato da un'istanza di sospensione cautelare della riscossione (ex art. 47 DPR 546/1992) perché in caso contrario il debitore resterebbe a rischio di subire l'esecuzione in attesa del giudizio. L'eventuale provvedimento cautelare perde in ogni caso efficacia con la sentenza di primo grado. Si segnala tuttavia che l'impugnazione della cartella deve limitarsi ai soli vizi della stessa: è infatti inammissibile il ricorso con cui il debitore pretende di contestare vizi dell'atto presupposto emesso dall'ente creditore e che egli non ha tempestivamente impugnato in precedenza (ad esempio in caso di mancata opposizione all'avviso di accertamento che poi si traduce nell'iscrizione a ruolo del dovuto).
3. Quando il debito presunto non è riferibile a tributi bensì ad altro titolo (esempio sanzioni di autorità o amministrative) può proporre opposizione agli atti esecutivi ex art. 617 cpc o alla esecuzione ex art. 615 cpc, innanzi al Giudice Ordinario e non anche alla Commissione Tributaria. In caso di fondati motivi di opposizione, il Giudice può sospendere o l'efficacia esecutiva del titolo o l'esecuzione, se già intrapresa.

### L'esecuzione forzata
In caso di mancato pagamento dopo i 60 giorni della notifica, senza che sia intervenuto un provvedimento di sospensione, l'agente può iniziare la procedura esecutiva sui beni del debitore e dei coobbligati.
Si tratta di una procedura accelerata e disciplinata dal DPR 602/1973 per la maggior parte. Di fatto gli ufficiali della riscossione svolgono le funzioni previste nel procedimento esecutivo ordinario per gli ufficiali giudiziari. Possono eseguire il pignoramento dei beni del debitore e la successiva vendita all'incanto.
L'agente della riscossione può iscrivere ipoteca sui beni immobili del debitore. È richiesto per l'iscrizione che il debito superi 8000 €. In ogni caso deve prima essere iscritta ipoteca e solo dopo 6 mesi può procedersi all'espropriazione, se il credito non supera il 5% del valore dell'immobile. L'agente della riscossione può anche disporre il fermo di beni mobili registrati (es. veicoli) del debitore, che non possono più essere utilizzati.
In ogni caso, l'agente può proporre tutte le azioni di competenza dei creditori.
L'azione esecutiva esattoriale si caratterizza per il fatto che l'agente può esercitare le azioni esecutive senza l'intervento del giudice (salvo alcuni casi come le azioni revocatorie).
Il debitore non è però sprovvisto di tutela giurisdizionale. Egli, infatti, può impugnare i provvedimenti di iscrizione ipotecaria e di fermo amministrativo. Secondo il DL 223/2006, la competenza spetta alle commissioni tributarie. Si noti che la Corte di cassazione ritiene che la competenza delle commissioni sussista solo quando l'iscrizione o il fermo riguardano crediti tributari (ordinanza 14831/2008), dovendo in tutti gli altri casi applicarsi la norma generale previgente secondo cui gli atti esecutivi successivi alla notifica della cartella possono essere impugnati solo davanti al giudice dell'esecuzione secondo le norme del codice di procedura civile e, ove derogate, del predetto DPR 602/1973. Davanti al giudice dell'esecuzione possono essere esercitate le opposizioni agli atti di pignoramento ed esproprio consentite dal codice di procedura civile e dal DPR 602/1973.
| Controllo di autorità | Thesaurus BNCF 55995 |